# Mohammed Abdel Wahab
Mohammed Abdel Wahab (Arabisch: محمد عبد الوهاب) (Caïro, 13 maart rond 1900 - aldaar, 4 mei 1991) was een Egyptisch componist, musicus, zanger en acteur.
Abdel Wahab wordt gezien als een belangrijk vernieuwer en de grondlegger van de moderne Arabische en Egyptische muziek. Hij werd 'de musicus van generaties' genoemd vanwege zijn populariteit onder jong en oud gedurende meer dan een halve eeuw.

## Biografie
Mohammed Abdel Wahab (zijn voor- en achternaam worden op verschillende manieren geschreven) werd eind 19e eeuw of begin 20e eeuw geboren in (vermoedelijk) Caïro. Het is niet precies bekend waar en wanneer hij werd geboren.
Abdel Wahab groeide op in Caïro. Zijn vader was een sjeik in de moskee in de buurt. Op de islamitische school, de kuttab, ontwikkelde hij zijn vocale kwaliteiten door het praktiseren van tajwid, het reciteren van de Koran. Abdel Wahab raakte echter meer geïnteresseerd in populaire muziek. Tegen de zin van zijn vader begon hij als kind te zingen en acteren in lokale theaters. Ook sloot hij zich aan bij een theatergroep. Ergens begin jaren 1920 ging hij muziek studeren, traditionele Arabische muziek en later ook Westerse muziek, beide in Caïro.

### Jaren 1920-1930
Rond begin jaren 1920 werd Abdel Wahab benaderd door componist Sayed Darwish om in diens stukken te spelen. Abdel Wahab ging enige tijd in de leer bij Darwish. In 1927, enkele jaren na Darwish' dood, speelde Abdel Wahab in de postume uitvoering van Darwish' stuk Cleopatra.
Rond 1925 leerde Abdel Wahab de bekende dichter en schrijver Aḥmad Shawqi kennen. Shawqi schreef teksten voor Abdel Wahab's songs en werd diens mentor: hij begeleidde en ondersteunde hem, nam hem mee op buitenlandse tournees en introduceerde hem bij schrijvers, kunstenaars en politici. Abdel Wahab ontwikkelde zich tot een gewaardeerd zanger, oedspeler en componist die, mede dankzij de samenwerking met Shawqi, ook een publiek vond in hoge kringen.
Abel Wahab behoorde tot een overgangsgeneratie: de eerste generatie die in aanraking kwam met westerse muziek. Hij onderscheidde zich als componist door elementen van westerse klassieke en populaire muziek te verwerken in zijn muziek. Zo voegde hij westerse muziekinstrumenten toe aan zijn ensembles. Hij was al in de jaren 1920 en 1930 succesvol met deze vernieuwende aanpak.
Na Shawqi's dood in 1932 werkte Abdel Mohammed onder meer met de dichter Ahmad Rami.

### Werk voor films
In de jaren 1930 en 1940 speelde Abdel Wahab in een aantal films. Hij componeerde ook de muziek voor deze films, inclusief de songs voor zichzelf en andere acteurs/zangers. Deze films werden geregisseerd door Mohammed Karim. Sommige van de actrices/zangeressen werden mede door deze films sterren, bijvoorbeeld Leila Mourad. Ook Abdel Wahab's faam nam toe in deze periode, zijn films werden regelmatig op televisie vertoond in de Arabische wereld. Ook bleven zijn songs uit deze films nog lang populair.

### Jaren 1940-1960
In de jaren 1940 ging Abdel Wahab langere en complexere composities schrijven. Voor films en 78-toerenplaten waren korte songs nodig. Abdel Wahab ging nu schrijven voor radio-optredens, dit maakte langere stukken mogelijk.
Instrumentale muziek werd belangrijker in Abdel Wahab's werk, en daarmee de invloed van Europese klassieke orkestratie. Zelf speelde hij nog regelmatig de oed. Hij schreef songs over grootse thema’s zoals de natuur (de Nijl) en het oude Egypte (Cleopatra), naast nationalistische thema's (hiertoe aangemoedigd door het Egyptische regime).
Vanaf (tweede helft) jaren 1950/1960 stopte Abdel Wahab met optreden, om zich tientallen jaren te focussen op componeren.
Abdel Wahab schreef songs voor Egyptische en Arabische zangers en acteurs zoals Umm Kulthum, Warda, Abdel Halim Hafez, Leila Mourad, Asmahan, Sabah, Shadia, Fayza Ahmed en Nagat El-Sagheera.

### Samenwerking met Umm Kulthum
Vanaf 1964 werkte Abdel Wahab samen met de Egyptische zangeres Umm Kulthum. Volgens sommigen werd de samenwerking gestimuleerd door president Abdel Nasser, die graag een samenwerking zag tussen de twee grote Egyptische sterren.
Enta Omri was de eerste song die Abdel Waheb componeerde voor Umm Kulthum. De song ging in première in 1964 en werd live uitgezonden op radiozenders in Egypte en de Arabische wereld. De live-uitvoering duurde meer dan 2 uur. Het begon met een lang instrumentaal deel, inclusief solo's op elektrisch gitaar (nieuw in het werk van Kulthum) en qanun. De bijbehorende plaatopname werd de bestverkochte Egyptische plaat ooit.  
Abdel Wahab componeerde tussen 1964 en 1973 10 songs voor Umm Kulthum. Deze samenwerking leverde een belangrijke bijdrage aan de roem van beide artiesten.

### Latere jaren
Abdel Wahab bleef in de jaren 1970 en 1980 componeren. Hij droeg als componist of arrangeur bij aan volksliederen voor (onder andere) Egypte en de Verenigde Arabische Emiraten.
In 1989 bracht hij nog een song uit, waarvan 2 miljoen stuks werden verkocht.
Op 3 mei 1991 overleed Abdel Wahab in Caïro aan hartfalen. Hij kreeg een militaire begrafenis die door duizenden mensen werden bezocht.

## Vernieuwing
Abdel Wahab vernieuwde Arabische en Egyptische muziek door er invloeden van westerse muziek in te verwerken.
Abdel Wahab's muziek was geworteld in traditionele Arabische muziek, gekenmerkt door onder meer kwarttoon-melodieën en maqam-modi. Hij combineerde dit met westerse melodieën, ritmes, thema's, technieken en uitvoeringspraktijken.
Abdel Wahab maakte gebruik van orkestratie-technieken uit de westerse klassieke muziek, westerse harmonieën en het majeur–mineursysteem. Hij citeerde thema's van westerse componisten als Beethoven en Tsjaikovski en verwerkte elementen van dansstijlen als tango en wals in zijn muziek. Hij schreef ook veel puur instrumentale composities, wat voorheen minder gebruikelijk was in Arabische muziek.
Abdel Wahab werkte met andere muziekinstrumenten dan gebruikelijk in de Arabische muziek. Een traditioneel Arabische muziekensemble (takht) bestond uit oed, qanun, ney, viool en daf. Abdel Wahab breidde dit uit met cello, contrabas en accordeon. Soms gebruikte hij ook andere instrumenten zoals piano, hobo, fluit, piccolo, mandoline, pauk, castagnetten, steelgitaar, saxofoons en koperblazers.
Wahab schreef de muziek precies uit en verwachtte dat het ook precies zo werd gespeeld. Hij gaf daarmee weinig ruimte voor improvisatie en geïmproviseerde versieringen, traditioneel belangrijke elementen in de Arabische tarab-muziek.
Deze vernieuwingen maakten hem invloedrijk en gerespecteerd, maar ook omstreden. Hij werd soms bekritiseerd om zijn oriëntatie op Westerse muziek.

## Erkenning en waardering
Abdel Wahab wordt gezien als een belangrijk vernieuwer en een belangrijk en invloedrijk figuur binnen de Arabische en Egyptische muziek. Hij wordt wel de grondlegger of vader van de moderne Arabische muziek genoemd. Ook zien diverse filmcritici Abdel-Wahab als een belangrijk pionier van de Egyptische muzikale film.
Abdel Wahab's werk had grote invloed op latere generaties componisten en musici. Zijn composities werden uitgevoerd en opgenomen door onder andere Fairuz, Hamza el Din, George Wassouf, David Linx, Rabih Abou-Khalil, Yardena Arazi, Fatma Said, Nai Barghouti, Rima Khcheich, Karima el Fillali, het Metropole Orkest en het Amsterdams Andalusisch Orkest.
Abdel Wahab had miljoenen fans en verkocht miljoenen platen.
Abdel Wahab ontving onderscheidingen van Egypte en diverse Arabische landen, waaronder de Orde van Verdienste en de Staatsprijs voor de Kunst in Egypte, en onderscheidingen in Jordanië, Tunesië en Oman.

## Filmografie (als acteur)
- The White Rose (1933)
- Doumou' el Hub (Love's Tears) (1936)
- Yahya el Hub (Long Live Love) (1938)
- Yawm Sa'id (Happy Day) (1939)
- Mamnou'a el Hub (Love Is Forbidden) (1942)
- Rossassa Fel Qalb (A Bullet in the Heart) (1944)
- Lastu Mallakan (I'm No Angel) (1947)
- Ghazal Al Banat (The Flirtation of Girls) (1949)

- Bibsys: 90563098
- Bibliothèque nationale de France: cb13196079b (data)
- Gemeinsame Normdatei: 118966251
- International Standard Name Identifier: 0000 0001 1827 5561
- Library of Congress Control Number: nr90011691
- MusicBrainz: 77229bca-1a90-4015-bb80-29745aa0232f
- Nationale Bibliotheek van Israël: 987007293048005171
- Istituto Centrale per il Catalogo Unico: LO1V328482
- LIBRIS: 252542
- Système universitaire de documentation: 117855723
- Virtual International Authority File: 61393137
- WorldCat: E39PBJpYwrycF87cX9gRctgkDq